# Романкевич, Михаил Яковлевич
Михаил Яковлевич Романкевич (укр. Михайло Якович Романкевич; род. 1958) — украинский тренер по дзюдо; Заслуженный тренер Украины, Заслуженный работник физической культуры и спорта Украины. Почётный гражданин города Ровно.

## Биография
Родился 8 августа 1958 года в Черкассах Украинской ССР
Проживает в городе Ровно, имеет высшее образование. Тренирует спортсменов с инвалидностью с нарушением зрения и слуха. Является руководителем ровенского клуба «Олімпійські надії» и работает в региональном центре по физической культуры и спорта инвалидов «Инваспорт».
В числе его воспитанников: Екатерина Гусева (Шепелюк) — чемпионка и бронзовая призёрка по дзюдо ХХІІ летних Дефлимпийских игр в Софии (Болгария); Давид Хорава — чемпион паралимпийских игр в Лондоне-2012; победители многих других соревнований — Юлия Галинская, Александр Поминов, Александр Косинов, Ирина Гусева, Наталья Николайчик и другие спортсмены. Тренером стала его ученица Наталья Барда.
В 2012 году награждён орденом «За заслуги» III степени. В 2016 году награждён орденом «За заслуги» ІІ степени. В 2021 году награждён орденом «За заслуги» І степени. В 2024 году награждён орденом князя Ярослава Мудрого V степени.
За подготовку выдающихся спортсменов-паралимпийцев, Михаил Романкевич был удостоен в 2017 году стипендии Президента Украины. В 2008 году он вошёл с число 10 лучших тренеров Ровенской области.